# Rosenthal (företag)

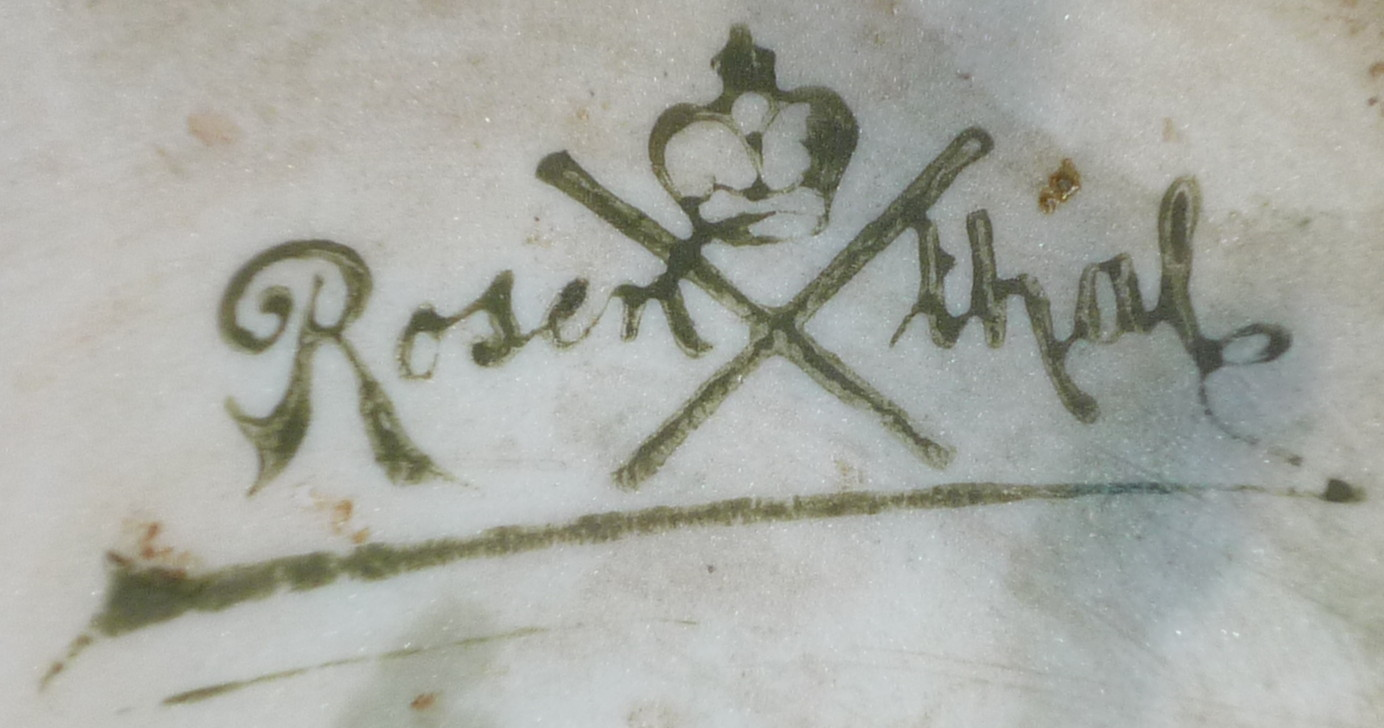
Rosenthals porslinsstämpel från 1900.

Rosenthal är en tysk porslinsfabrik och producent av glas, bestick och hushållsredskap. Företaget har sitt säte i Selb i Bayern. 

## Historik

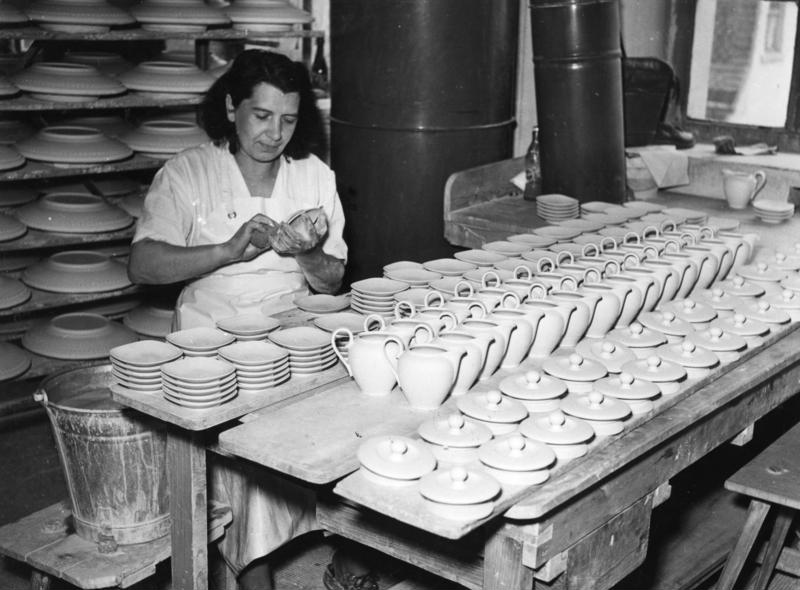
Produktion i Rosenthalfabriken 1956.

Företaget grundades 1879 av Philipp Rosenthal som Bauer, Rosenthal & Co. År 1897 bildades ett aktiebolag och namnet ändrades till Philipp Rosenthal & Co. AG. Via en del omstruktureringar skapades dagens företag. 
År 1965 fick firman ett enhetligt namn Rosenthal Glas & Porzellan AG som kortades 1969 till Rosenthal AG. Under Philip Rosenthal junior började företaget en pionjärroll inom produktdesign när “Rosenthal Studio” invigdes 1960 i Nürnberg. Tillsammans med internationella formgivare som Raymond Loewy, Lisa Larson, Timo Sarpaneva och Luigi Colani skapades en lång rad designklassiker.
Sedan 1997 höll den brittisk-iriska koncernen Waterford Wedgwood Rosenthals aktiemajoritet med 90 procent och firman blev marknadsledande i Tyskland för högkvalitativ porslin och glas. År 2008 gick Waterford Wedgwood  i konkurs och drog Rosenthal med sig. I juli 2009 såldes Rosenthal till den italienska firman Sambonet Paderno som tillverkar bestick. I augusti samma år bilades under Sambonet Paderno det egenständiga Rosenthal GmbH med säte i Selb. År 2008 hade Rosenthal 1100 medarbetare och en omsättning på 130 miljoner euro.

## Bilder, produkter i urval

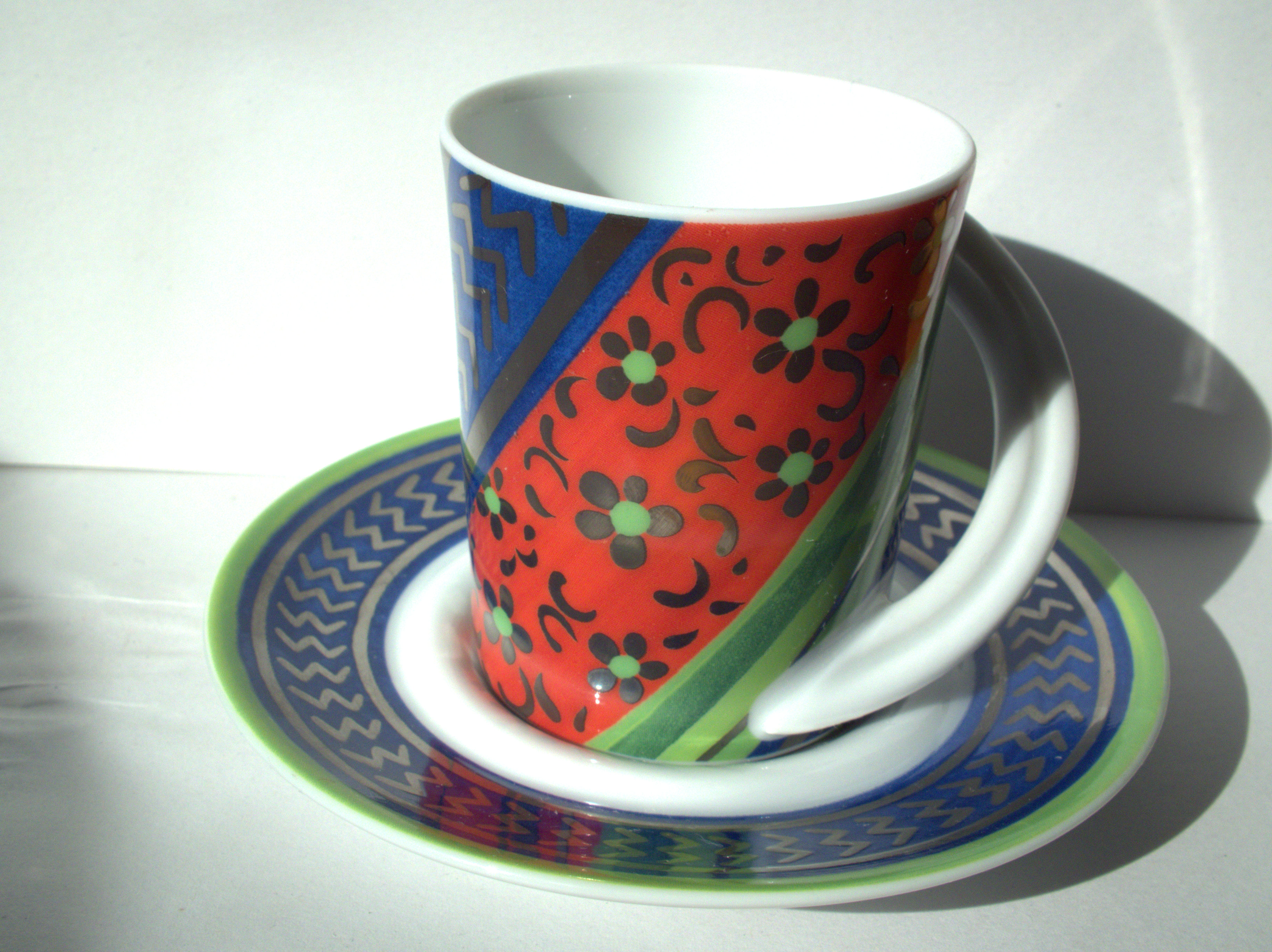
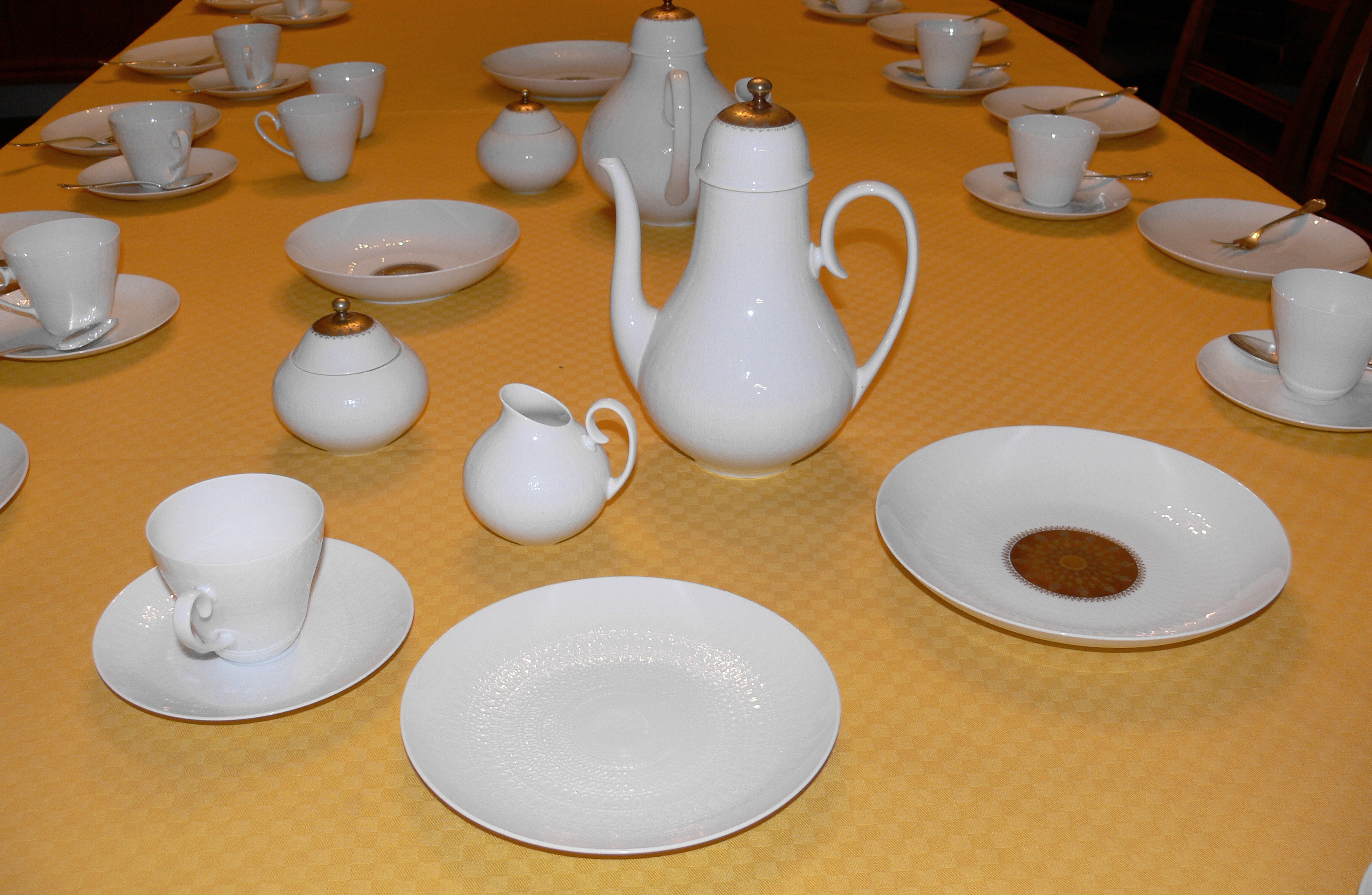
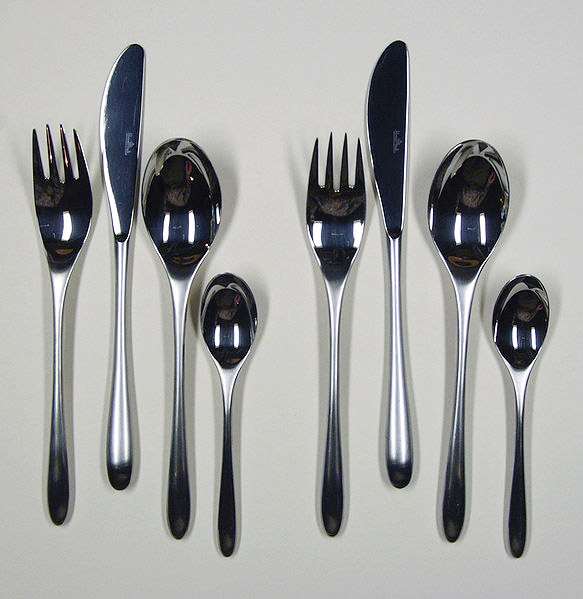
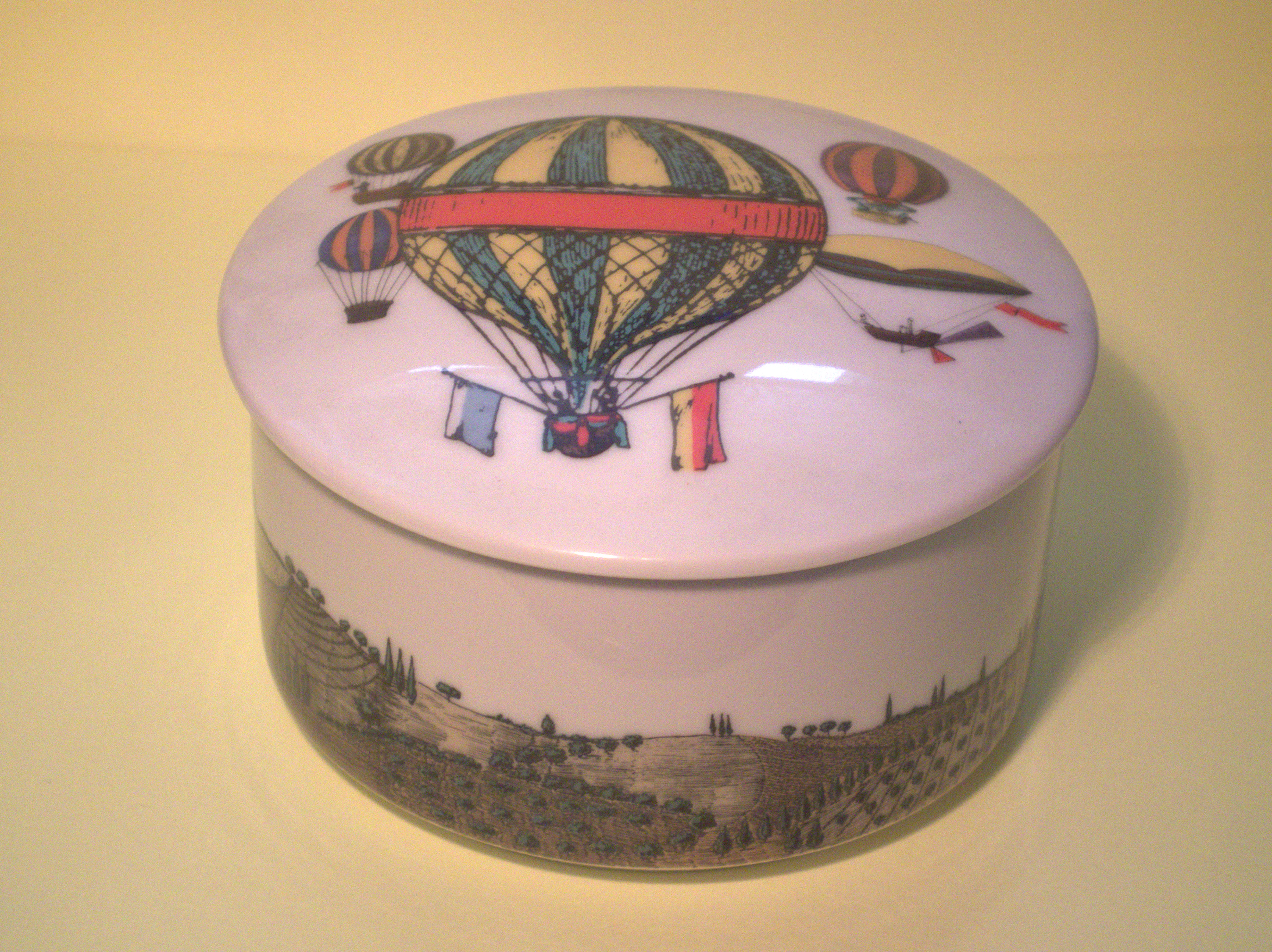

## Produkter
- Rosenthal studio-line
- Rosenthal classic
- Rosenthal Home Designs
- Rosenthal meets Versace
- Thomas - The Trend Factory
- Hutschenreuther
- Hutschenreuther Kunstabteilung